# Sofía Carrillo
Sofía Carrillo (Guadalajara, Jalisco, México, 3 de septiembre de 1980) es una cineasta mexicana. Es reconocida por su trabajo en animación 3D, especialmente por su manejo de la técnica de stop motion. Ha sido nominada cinco veces a los premios Ariel y fue ganadora en dos ocasiones por los cortometrajes Prita Noire (2011) y Cerulia (2017).

## Trayectoria
Sofía Carrillo es hija de dos pintores mexicanos, quienes la iniciaron desde edad temprana en el arte y la literatura. Es egresada de la licenciatura en Artes Audiovisuales por la Universidad de Guadalajara. La cineasta forma parte del Sistema Nacional de Creadores de México desde 2017 y es integrante de la Academia de Artes y Ciencias Cinematográficas desde 2018.
Carrillo presentó su primer cortometraje, Vértigo (2004), en la tercera edición del Festival Internacional de Cine de Morelia. En 2008 participó con Fuera de control en el Short Film Corner de la edición 62 del Festival de Cannes y en la edición 25 del Festival de Cine de Sundance, además de ser nominada al premio Ariel a Mejor Cortometraje de Animación.
En 2011, su cortometraje Prita Noire fue reconocido como Mejor Cortometraje de Animación en la novena edición del Festival Internacional de Cine de Morelia, en el 19 Festival de Cine Latino de San Diego, así como el premio Ariel a Mejor Cortometraje de Animación.
En 2013, Sofía obtuvo el premio a Mejor Cortometraje de Animación en la edición 11 del Festival Internacional de Cine de Morelia con La casa triste, además de otra nominación en la categoría de cortometraje animado en la LVI edición de los premios Ariel.
En 2017 presentó Cerulia, cortometraje con el que ganó el segundo premio Ariel de su carrera, además de recibir múltiples galardones en espacios como el Festival Internacional de Cine de Guadalajara, el Festival Internacional de Cine de Morelia, el Festival Internacional Brasil Stop Motion, el Festival Stop Motion de Montreal, entre otros. Ese mismo año, participó en XX, película antológica de horror en donde realizó la secuencia general animada.
Otros trabajos destacados de Sofía Carrillo son el corto animado El corazón de sastre (2014), así como La bruja del fósforo paseante (2018), obra que representó su incursión en el cortometraje de imagen real de ficción y le valió otra nominación al premio Ariel.
Sofía Carillo formó parte del equipo de animación de Pinocchio de Guillermo del Toro, película estrenada en 2022, donde colaboró en el vestuario de marionetas. Es considerada parte del grupo de los Siete Magníficos de la animación iberoamericana e integrante del Centro Internacional de Animación (o El taller del Chucho).
Actualmente está dirigiendo su primer largometraje de stop motion titulado Insectario, escrito por Monika Revilla y producido por Nicolás Celis.

## Estilo
Carrillo considera a las pintoras surrealistas Remedios Varo y Leonora Carrington como parte de su influencia estética. Su estilo es descrito frecuentemente como «oscuro», «siniestro» o «perturbador» debido tanto a los elementos visuales que usa en su obra como a las temáticas que aborda, como la soledad, la familia, la infancia y la muerte. Por ejemplo, Carrillo señala que en Fuera de control, «una de las influencias tiene que ver con una pesadilla de la niñez y por eso son espacios muy oscuros».
Su trabajo también ha sido encuadrado dentro del género del terror debido a las atmósferas sombrías en sus obras, así como por el uso de materiales orgánicos ─como cabellos o dientes─ para sus creaciones. Así mismo, Sofía admite se ha decantado por la técnica de stop motion debido a la complejidad que implica, ya que cuando inició su trayectoria «no había un software especializado en la técnica, todo se hacía a la antigua y tomaba una eternidad, pero era sumamente reconfortante y gratificante ver el resultado».

## Obra destacada
- Fuera de control (2008)
- Prita Noire (2011)
- La casa triste (2013)
- El corazón del sastre (2014)
- Cerulia (2017)
- XX (2017)
- La bruja del fósforo paseante (2018)